# DPM2
DPM2 (англ. Dolichyl-phosphate mannosyltransferase subunit 2, regulatory) – білок, який кодується однойменним геном, розташованим у людей на короткому плечі 9-ї хромосоми. Довжина поліпептидного ланцюга білка становить 84 амінокислот, а молекулярна маса — 9 312.
| 10         |  | 20         |  | 30         |  | 40         |  | 50         |
| ---------- |  | ---------- |  | ---------- |  | ---------- |  | ---------- |
| MATGTDQVVG |  | LGLVAVSLII |  | FTYYTAWVIL |  | LPFIDSQHVI |  | HKYFLPRAYA |
| VAIPLAAGLL |  | LLLFVGLFIS |  | YVMLKTKRVT |  | KKAQ       |  |            |

A: Аланін

D: Аспарагінова кислота

F: Фенілаланін

G: Гліцин

H: Гістидин

I: Ізолейцин

K: Лізин

L: Лейцин

M: Метіонін

P: Пролін

Q: Глутамін

R: Аргінін

S: Серин

T: Треонін

V: Валін

W: Триптофан

Локалізований у мембрані, ендоплазматичному ретикулумі.